# Laemodonta octanfracta
Laemodonta octanfracta är en snäckart som först beskrevs av Jonas 1845.  Laemodonta octanfracta ingår i släktet Laemodonta och familjen dvärgsnäckor. Inga underarter finns listade i Catalogue of Life.